# Valfenera
Valfenera är en ort och kommun i provinsen Asti i regionen Piemonte i Italien. Kommunen hade 2 409 invånare (2018).